# Foxtrott

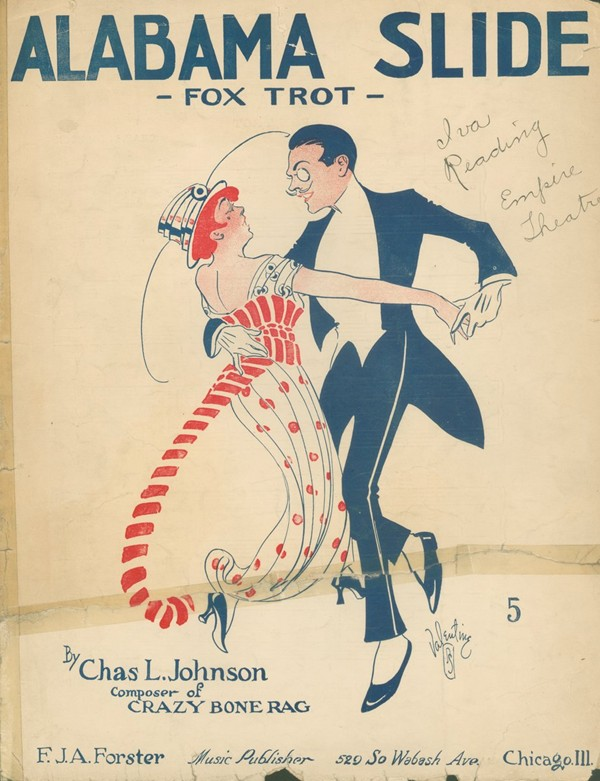

A foxtrott egy tánctípus, amely megjelenésében hasonló a keringőkhöz, de ellentétben azok 3/4-es ütemével ezt 4/4-re táncolják. A slow foxtrott táncolása magas szintű technikai tudást, sok tapasztalatot, és jó fizikai állóképességet igényel. Az 1920-as években fejlődött ki, és az 1930-as évekre érte el népszerűsége csúcspontját. Napjainkban is sok neves táncos kedvence.

## Története
Az elnevezés pontos eredete ismeretlen, de feltételezések szerint népszerűsítőjéről, Harry Fox színművészről kapta nevét. A táncot 1914-ben mutatták be először, ami hamar felkeltette Vernon és Irene Castle, a férj és feleség duó érdeklődését, akik bájt, és stílust kölcsönöztek a táncnak. W.C. Handy ("a blues atyja") írta önéletrajzában, hogy Noble Sissle története szerint a Memphis Blues inspirálta a foxtrottot. James Reese Europe, a Castle-k zenei direktora lassabban akarta játszani a Memphis Blues-t. A Castle-k kíváncsik voltak James új ritmikájára, ő pedig javaslatot tett nekik, miszerint alkossanak egy lassú táncot hozzá. Így keletkezett a "Bunny Hug", amit a Castle-k egy újságcikkben mutattak be. Később jelezték az újságnak, hogy a "Bunny Hug"-ot módosítsák foxtrottra. Később Arthur Murray szabványosította a táncot.
A foxtrottot eredetileg ragtime-ra, napjainkban pedig hasonló "big band" zenére táncolják, mint a szvinget. Az 1940-es években az akkori fiataloknak köszönhetően a legnépszerűbb gyors tánc volt. A keringők, a lindy hop és a tangó sosem érték el ezt a fokú népszerűséget. Amikor a rock and roll megjelent az 1950-es években, a kiadók elbizonytalanodtak, hogy melyik tánc lesz a legalkalmazhatóbb erre a zenére. A Decca Records kezdetben a rock and rollt foxtrott néven bocsátotta ki, közte a "Rock Around the Clock"-ot a "Bill Haley and His Comets" bandától. Becslések szerint ezt a felvételt több mint 25 millió példányban értékesítették, így ez lett minden idők legnagyobb példányszámban eladott "foxtrott"-ja. Az idők folyamán a foxtrott szétvált lassú (slow foxtrot) és gyors (quickstep) verzióra. Később a lassú változatnak is különböző válfajai alakultak ki: a nemzetközi, vagy másképpen angol foxtrot, és az amerikai stílus.
A szalontáncok nemzetközi standard versenykategóriában a foxtrottot olykor slow foxtrotnak, vagy slowfoxnak hívják. Ezeket az elnevezéseket arra használják, hogy megkülönböztessék ezt a stílust a foxtrott többi fajtájától.